# Leucula astigma
Leucula astigma là một loài bướm đêm trong họ Geometridae.